# Discografia dei My Chemical Romance
La discografia dei My Chemical Romance comprende quattro album in studio, due raccolte, due album dal vivo, cinque EP, ventisette singoli e quattro DVD.
Poco dopo la formazione la band firmò un contratto con la Eyeball Records e pubblicò il suo album di debutto I Brought You My Bullets, You Brought Me Your Love nel 2002. La band firmò un altro contratto con la Reprise Records l'anno successivo e pubblicò il suo debutto commerciale Three Cheers for Sweet Revenge nel 2004, vendendo più di due milioni di copie. Confermarono questo successo pubblicando nel 2006 The Black Parade, che comprende i singoli Welcome to the Black Parade, Famous Last Words, I Don't Love You, e Teenagers. Nel 2010 viene pubblicato Danger Days: The True Lives of the Fabulous Killjoys, quarto e ultimo album in studio dei My Chemical Romance. Viene seguito nel febbraio 2013 dalla raccolta Conventional Weapons, contenente la serie di singoli pubblicati durante i mesi precedenti, e dalla greatest hits May Death Never Stop You, pubblicata nel 2014.

## Discografia

### Album in studio
| Anno | Album | Posizioni in classifica | Posizioni in classifica | Posizioni in classifica | Posizioni in classifica | Posizioni in classifica | Posizioni in classifica | Posizioni in classifica | Posizioni in classifica | Posizioni in classifica | Posizioni in classifica | Posizioni in classifica | Posizioni in classifica | Posizioni in classifica | Posizioni in classifica | Certificazioni                                                 |
| Anno | Album | USA                     | AUS                     | AUT                     | CAN                     | DEN                     | FIN                     | FRA                     | ITA                     | MEX                     | NZL                     | NOR                     | SWE                     | SWI                     | UK                      | Certificazioni                                                 |
| ---- | --- | ----------------------- | ----------------------- | ----------------------- | ----------------------- | ----------------------- | ----------------------- | ----------------------- | ----------------------- | ----------------------- | ----------------------- | ----------------------- | ----------------------- | ----------------------- | ----------------------- | -------------------------------------------------------------- |
| 2002 | I Brought You My Bullets, You Brought Me Your Love - Pubblicato: 23 luglio - Etichetta: Eyeball Records     | —                       | —                       | —                       | —                       | —                       | —                       | —                       | —                       | —                       | —                       | —                       | —                       | —                       | 129                     | - UK: Oro                                                      |
| 2004 | Three Cheers for Sweet Revenge - Pubblicato: 8 giugno - Etichetta: Reprise Records                          | 28                      | 38                      | 73                      | —                       | —                       | —                       | —                       | —                       | —                       | 30                      | —                       | —                       | —                       | 34                      | - USA: Platino - AUS: Oro - CAN: Platino - UK: Platino         |
| 2006 | The Black Parade - Pubblicato: 23 ottobre - Etichetta: Reprise Records                                      | 2                       | 3                       | 4                       | 2                       | 29                      | 11                      | 69                      | 20                      | 35                      | 1                       | 11                      | 4                       | 18                      | 2                       | - USA: Platino - AUS: Platino - CAN: Platino - UK: Platino (2) |
| 2010 | Danger Days: The True Lives of the Fabulous Killjoys - Pubblicato: 22 novembre - Etichetta: Reprise Records | 8                       | 10                      | 15                      | 13                      | —                       | 9                       | 80                      | 37                      | 9                       | 4                       | 21                      | 34                      | 25                      | 14                      | - IRE: Oro - NZL: Oro - UK: Oro                                |

### Album dal vivo
| Anno | Album                                                                         | Classifiche | Classifiche | Classifiche | Classifiche | Classifiche | Classifiche | Classifiche | Classifiche | Classifiche | Classifiche | Classifiche | Classifiche | Classifiche | Classifiche | Certificazioni     |
| Anno | Album                                                                         | USA         | AUS         | AUT         | CAN         | DEN         | FIN         | FRA         | ITA         | MEX         | NZL         | NOR         | SWE         | SWI         | UK          | Certificazioni     |
| ---- | ----------------------------------------------------------------------------- | ----------- | ----------- | ----------- | ----------- | ----------- | ----------- | ----------- | ----------- | ----------- | ----------- | ----------- | ----------- | ----------- | ----------- | ------------------ |
| 2006 | Life on the Murder Scene - Pubblicato: 21 marzo - Etichetta: Reprise Records  | 30          | —           | —           | —           | —           | —           | —           | —           | —           | —           | —           | —           | —           | 53          | - USA: Platino (2) |
| 2008 | The Black Parade Is Dead! - Pubblicato 30 giugno - Etichetta: Reprise Records | 22          | 10          | 24          | 21          | —           | —           | 120         | —           | 9           | 6           | —           | 29          | —           | 13          | - USA: Oro         |

### Raccolte
| Anno | Album                                                                        |
| ---- | ---------------------------------------------------------------------------- |
| 2013 | Conventional Weapons - Pubblicato: 5 febbraio - Etichetta: Reprise Records   |
| 2014 | May Death Never Stop You - Pubblicato: 25 marzo - Etichetta: Reprise Records |

## Extended play
| Anno | Album                                                                               |
| ---- | ----------------------------------------------------------------------------------- |
| 2002 | Like Phantoms, Forever - Pubblicato: agosto - Etichetta: Eyeball Records            |
| 2005 | Warped Tour Bootleg Series - Pubblicato: 19 dicembre - Etichetta: Reprise Records   |
| 2007 | Live and Rare - Pubblicato: 19 dicembre - Etichetta: Warner Music Group             |
| 2009 | The Black Parade: The B-Sides - Pubblicato: 3 febbraio - Etichetta: Reprise Records |
| 2011 | iTunes Festival: London 2011 - Pubblicato: 20 luglio - Etichetta: Reprise Records   |

## Singoli
| Anno | Titolo                                                | Classifiche | Classifiche | Classifiche | Classifiche | Classifiche | Classifiche | Classifiche | Classifiche | Certificazioni               | Album di provenienza                                 |
| Anno | Titolo                                                | USA         | USA Alt.    | USA Rock    | AUS         | CAN         | GER         | NZL         | UK          | Certificazioni               | Album di provenienza                                 |
| ---- | ----------------------------------------------------- | ----------- | ----------- | ----------- | ----------- | ----------- | ----------- | ----------- | ----------- | ---------------------------- | ---------------------------------------------------- |
| 2002 | Vampires Will Never Hurt You                          | —           | —           | —           | —           | —           | —           | —           | —           |                              | I Brought You My Bullets, You Brought Me Your Love   |
| 2003 | Honey, This Mirror Isn't Big Enough for the Two of Us | —           | —           | —           | —           | —           | —           | —           | 182         |                              | I Brought You My Bullets, You Brought Me Your Love   |
| 2004 | Headfirst for Halos                                   | —           | —           | —           | —           | —           | —           | —           | 80          |                              | I Brought You My Bullets, You Brought Me Your Love   |
| 2004 | Thank You for the Venom                               | —           | —           | —           | —           | —           | —           | —           | 71          |                              | Three Cheers for Sweet Revenge                       |
| 2004 | I'm Not Okay (I Promise)                              | 86          | 4           | —           | 65          | —           | —           | 38          | —           | - UK: Argento - USA: Oro     | Three Cheers for Sweet Revenge                       |
| 2005 | Helena                                                | 33          | 11          | —           | 78          | —           | 67          | 27          | 20          | - USA: Oro                   | Three Cheers for Sweet Revenge                       |
| 2005 | Under Pressure (con i The Used)                       | 41          | 28          | —           | —           | —           | —           | —           | —           |                              | /                                                    |
| 2005 | The Ghost of You                                      | 84          | 9           | 38          | —           | —           | —           | —           | 27          |                              | Three Cheers for Sweet Revenge                       |
| 2006 | Welcome to the Black Parade                           | 9           | 1           | 24          | 14          | —           | 58          | 2           | 1           | - USA: Platino - UK: Platino | The Black Parade                                     |
| 2007 | Famous Last Words                                     | 88          | 4           | 23          | 20          | 52          | 68          | 6           | 88          | - UK: Argento                | The Black Parade                                     |
| 2007 | I Don't Love You                                      | —           | —           | —           | 64          | —           | —           | 89          | 13          |                              | The Black Parade                                     |
| 2007 | Teenagers                                             | 67          | 13          | —           | 16          | 53          | 74          | 6           | 9           | - USA: Oro - UK: Platino     | The Black Parade                                     |
| 2009 | Desolation Row                                        | 107         | 30          | —           | —           | —           | —           | —           | 52          |                              | Watchmen: Music from the Motion Picture              |
| 2010 | Na Na Na (Na Na Na Na Na Na Na Na Na)                 | 77          | 10          | 21          | —           | 70          | 94          | 33          | 31          | - UK: Argento                | Danger Days: The True Lives of the Fabulous Killjoys |
| 2010 | The Only Hope for Me Is You                           | 106         | —           | —           | —           | 84          | —           | —           | —           |                              | Danger Days: The True Lives of the Fabulous Killjoys |
| 2010 | Sing                                                  | 58          | 2           | 4           | 43          | 57          | —           | —           | 50          | - USA: Oro - UK: Argento     | Danger Days: The True Lives of the Fabulous Killjoys |
| 2011 | Planetary (Go!)                                       | —           | —           | —           | —           | —           | —           | —           | 151         |                              | Danger Days: The True Lives of the Fabulous Killjoys |
| 2011 | Bulletproof Heart                                     | —           | 18          | 42          | —           | —           | —           | —           | —           |                              | Danger Days: The True Lives of the Fabulous Killjoys |
| 2012 | The Kids from Yesterday                               | —           | —           | —           | —           | —           | —           | —           | —           |                              | Danger Days: The True Lives of the Fabulous Killjoys |
| 2012 | Number One                                            | —           | —           | 30          | —           | —           | —           | —           | 76          |                              | Conventional Weapons                                 |
| 2012 | Number Two                                            | —           | —           | —           | —           | —           | —           | —           | 176         |                              | Conventional Weapons                                 |
| 2012 | Number Three                                          | —           | —           | —           | —           | —           | —           | —           | 113         |                              | Conventional Weapons                                 |
| 2013 | Number Four                                           | —           | —           | 39          | —           | —           | —           | —           | 111         |                              | Conventional Weapons                                 |
| 2013 | Number Five                                           | —           | —           | —           | —           | —           | —           | —           | 101         |                              | Conventional Weapons                                 |
| 2014 | Fake Your Death                                       | —           | —           | 47          | —           | —           | —           | —           | 63          |                              | May Death Never Stop You                             |
| 2016 | The Five of Us Are Dying (Rough Mix)                  | —           | —           | —           | —           | —           | —           | —           | —           |                              | The Black Parade/Living with Ghosts                  |
| 2022 | The Foundations of Decay                              | —           | —           | —           | 80          | 92          | —           | —           | 37          |                              | —                                                    |

## Videografia

### Album video
| Anno | Titolo                                                                              | Certificazioni            |
| ---- | ----------------------------------------------------------------------------------- | ------------------------- |
| 2006 | Life on the Murder Scene - Pubblicato: 21 marzo 2006 - Etichetta: Reprise Records   | - ARG: Oro - USA: Platino |
| 2007 | AOL Sessions - Pubblicato: 18 dicembre 2007 - Etichetta: Reprise Records            |                           |
| 2008 | The Black Parade Is Dead! - Pubblicato: 30 giugno 2008 - Etichetta: Reprise Records | - USA: Oro                |
| 2009 | ¡Venganza! - Pubblicato: 10 aprile 2009 - Etichetta: Reprise Records                |                           |

### Video musicali
| Anno | Brano                                                 | Regista/i                             |
| ---- | ----------------------------------------------------- | ------------------------------------- |
| 2002 | Honey, This Mirror Isn't Big Enough for the Two of Us | Marc Debiak, Mark Serao, Chris Vaglio |
| 2002 | Vampires Will Never Hurt You                          | Marc Debiak                           |
| 2004 | I'm Not Okay (I Promise)                              | Greg Kaplan                           |
| 2005 | Helena                                                | Marc Webb                             |
| 2005 | The Ghost of You                                      | Marc Webb                             |
| 2006 | Welcome to the Black Parade                           | Samuel Bayer                          |
| 2006 | Famous Last Words                                     | Samuel Bayer                          |
| 2007 | I Don't Love You                                      | Marc Webb                             |
| 2007 | Teenagers                                             | Marc Webb                             |
| 2009 | Desolation Row                                        | Zack Snyder                           |
| 2010 | Na Na Na (Na Na Na Na Na Na Na Na Na)                 | Roboshobo, Gerard Way                 |
| 2010 | Sing                                                  | P. R. Brown, Gerard Way               |
| 2011 | Planetary (Go!)                                       | Michael Sterling Eaton                |
| 2012 | The Kids from Yesterday                               | Emily Eisemann                        |
| 2014 | Fake Your Death                                       | Thomas Kirk                           |
| 2014 | Blood                                                 | Marc Webb                             |